# Weimar Heinemann
Weimar Heinemann († 11. Juli 1598 in Braunschweig; auch Wimer, Wauer) war ein deutscher Steinmetz und Bildhauer der Renaissance in Braunschweig.

## Leben
Über das Leben von Heinemann ist wenig bekannt; im Jahre 1581 wurde er Bürger in der Neustadt. Über den Bildhauer Jürgen Röttger aus Braunschweig beschwerte er sich, da dieser ihm einen Lehrling abspenstig gemacht hatte. Ferner wissen wir, dass der Bildhauer Franz Julius Döteber ein Schüler Heinemanns war, bevor er in die Werkstatt von Ebert Wolf in Hildesheim eintrat. Heinemann verstarb vermutlich an der Pest.
Bekannt ist des Weiteren, dass seine Witwe die Werkstatt weiterführte und mit einem Gesellen aus der Werkstatt eine uneheliche Tochter hatte, die am 22. Juni 1602 geboren wurde. Nach der Heirat zog sie mit ihrem neuen Ehemann am 29. Oktober 1602 nach Lüneburg.

## Werk
1586 erarbeitete Heinemann das Grabmal der Armgard von Bortfeld in der Katharinenkirche, das als sein bemerkenswertestes Werk gilt. Des Weiteren vermutet Paul Jonas Meier aufgrund von Stilmerkmalen zum Grabmal von Armgard von Bortfeld, dass der gestaltete Kellereingang im Gewandhaus von ihm stammen könnte. Darüber hinaus wird vermutet, dass er den Grabstein von Heinrich von Veltheim († 16. Juni 1577) und seiner Frau Elisabeth in der Kirche Destedts herstellte. Für das Grabmal des Abtes Johannes Lorbeer († 1586) in Riddagshausen liegt eine Rechnung von 57 Mark und 12 Groschen vor. Beide Arbeiten sind bereits 1936 in einem derart schlechten Zustand, dass keine Aussagen über die Qualität seiner, von ihm mit HW signierten, Arbeiten gemacht werden konnte.
Die Kanzel in der Katharinenkirche aus den Jahren 1583/84 ist nicht mehr erhalten, hierfür ist eine Rechnung Heinemanns über 24 Mark verbrieft.